# Orelha Negra
Orelha Negra est un groupe portugais de hip-hop, funk et soul.

## Histoire
Le groupe est formé par DJ Cruzfader (table de mixage et scratch), Francisco Rebelo (basse), Fred Ferreira (batterie), João Gomes (claviers et synthétiseurs) et Sam the Kid (MPC, programmation et synthétiseurs). Liés au hip-hop, ils incorporent dans leurs compositions divers éléments de la musique noire, comme le jazz, la soul et le funk. Ils sont ensemble depuis 2010, et comptent trois albums studio instrumentaux et deux mixtapes collaboratives. Leur deuxième album éponyme, sorti en 2012, est considéré comme le quatrième meilleur album de l'année par le magazine Blitz. Leur troisième album atteint la première place du classement national des ventes d'albums en 2017.
Le groupe fait ses débuts sur scène en 2010 lors d'un concert au Musicbox de Lisbonne. L'année suivante, ils se produisent au festival Optimus Alive - un concert qui a ensuite été mis en téléchargement gratuit sur la page Facebook du groupe. En 2013, il se produit au festival MEO Sudoeste avec l'Orchestre symphonique d'Europe de l'Ouest et des invités, dont Carlos Nobre (Da Weasel), Mónica Ferraz, Orlando Santos et Valete.

## Discographie
- 2010 : Orelha Negra
- 2010 : Mixtape
- 2012 : Orelha Negra
- 2013 : Mixtape II
- 2017 : Orelha Negra